# Johann Peter von Spreckelsen
Johann Peter von Spreckelsen (* 14. Dezember 1722 in Hamburg; † 10. Februar 1795 ebenda) war ein deutscher Jurist und Hamburger Ratsherr.

## Herkunft und Familie
Spreckelsen war ein Sohn des Hamburger Kaufmanns Jürgen von Spreckelsen (1695–1739) aus dessen Ehe mit Anna Elisabeth Boon (1703–1741).
Am 20. Mai 1764 heiratete er Elise Agatha Tamm (1744–1814), Tochter des Kaufmanns und Ratsherrn Simon Tamm († 1761). Von seinen Töchtern wurde Anna Elisabeth (1765–1848) im Jahr 1804 die zweite Ehefrau des Kaufmanns und Oberalten im Kirchspiel Sankt Nikolai Walther Philipp Schlüter (1754–1823) und Dorothea (1771–1812) heiratete 1793 den Pastor an Sankt Severini in Kirchwerder Christian Gottlob Knauth (1759–1815).

## Leben und Wirken

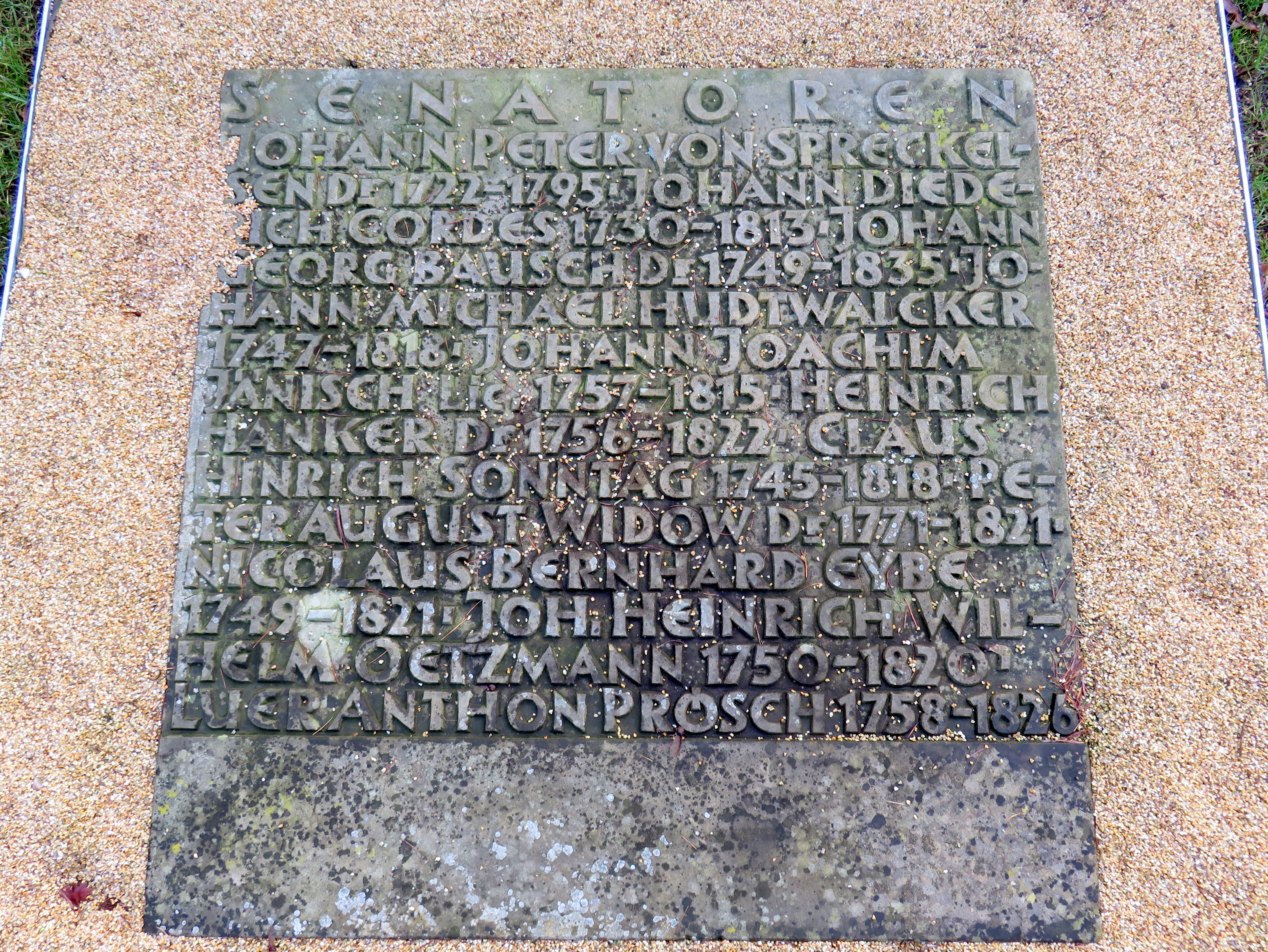
„Johann Peter von Spreckelsen“, Friedhof Ohlsdorf

In Hamburg geboren, besuchte Spreckelsen die Gelehrtenschule des Johanneums und das Akademische Gymnasium. Er studierte Jurisprudenz und schloss sein Studium am 6. Juni 1749 als Doktor der Rechte an der Universität Göttingen ab.
Nach seinem Studium ließ er sich in Hamburg als Advokat nieder, war 1759 und 1760 Richter am Hamburger Niedergericht und wurde am 27. September 1768 zum Ratsherrn gewählt.
Spreckelsen war seit dem Gründungsjahr 1765 Mitglied der Hamburgischen Gesellschaft zur Beförderung der Künste und nützlichen Gewerbe.
Auf dem Ohlsdorfer Friedhof wird auf der Sammelgrabmalplatte Senatoren (I) des Althamburgischen Gedächtnisfriedhofs unter anderen an Johann Peter von Spreckelsen erinnert.

## Schriften (Auswahl)
- Bei dem Tode seines nunmehr in Gott ruhenden geliebten Vaters, welcher am 19. Aug. 1739 in seinem Erlöser sanft und seelig entschlief. Hamburg 1739.
- Dissertatio de remedio ex lege ult. Cod. de edicto Hadriani tollendo. Schultz, Göttingen 1749 (eingeschränkte Vorschau in der Google-Buchsuche).